# Anthophora wegelini
Anthophora wegelini là một loài Hymenoptera trong họ Apidae. Loài này được Friese mô tả khoa học năm 1914.